# Arys (rzeka)
Arys (kaz. Арыс, ros. Арысь) – rzeka w południowym Kazachstanie, prawy dopływ Syr-darii. Długość – 378 km, powierzchnia zlewni – 14,9 tys. km², średni przepływ w mieście Arys – 46,6 m³/s. Reżim śnieżno-deszczowy z maksimum w kwietniu i minimum w sierpniu.
Źródła Arys znajdują się na zachodnim krańcu pasma górskiego Tałaski Ałatau, skąd rzeka spływa na zachód w dolinę Syr-darii. Przyjmuje wiele dopływów z Tałaskiego Ałatau, z Gór Ugamskich i z gór Karatau na północnym zachodzie (Maszat, Aksu, Sajramsu, Borałdaj, Badam). Wskutek intensywnego nawadniania tylko niewielka część wód Arys dociera do Syr-darii.
Arys płynie przez tereny zasiedlone przez człowieka już w starożytności. Przepływa m.in. przez miasto Farab.